# Não Me Toca
"Não Me Toca" é uma canção do cantor brasileiro Zé Felipe com participação da cantora brasileira Ludmilla. Foi lançada em 11 de janeiro de 2016 no iTunes. É uma regravação do cantor angolano Anselmo Ralph, lançada em 2011.

## Vídeo musical
No dia 14 de janeiro de 2016, o cantor lançou um vídeo letra da canção onde apresenta imagens dele e da cantora entre as letras.

## Lista de faixas
- Download digital

1. "Não Me Toca" - 3:26[4]

## Desempenho nas tabelas musicais
| Parada (2016)                                                    | Melhor posição |
| ---------------------------------------------------------------- | -------------- |
| Brasil - Billboard Brasil Hot 100 Airplay                        | 1              |
| Brasil - Billboard Brasil Regional Florianópolis Hot Songs       | 1              |
| Brasil - Billboard Brasil Regional Campinas Hot Songs            | 1              |
| Brasil - Billboard Brasil Regional Campo Grande/Cuiabá Hot Songs | 1              |
| Brasil - Billboard Brasil Regional Curitiba Hot Songs            | 1              |
| Brasil - Billboard Brasil Regional Goiânia Hot Songs             | 8              |
| Brasil - Billboard Brasil Regional Rio de Janeiro Hot Songs      | 3              |
| Brasil - Billboard Brasil Regional São Paulo Hot Songs           | 1              |
| Brasil - Billboard Brasil Regional Salvador Hot Songs            | 10             |
| Brasil - Billboard Brasil Regional Vitória Hot Songs             | 2              |

### Tabelas de fim-de-ano
| Parada (2016)                             | Melhor posição |
| ----------------------------------------- | -------------- |
| Brasil - Billboard Brasil Hot 100 Airplay | 29             |